# Красимир Костов (политик)
Красимир Благоев Костов е български политик от Българската социалистическа партия.

## Биография
Красимир Костов е роден на 9 юли 1953 година в град Шумен. През 1979 г. завършва ВМЕИ - Варна, специалност „Двигатели с вътрешно горене“. През 1980 г. заминава за девет месеца на специализация в АЗЛК - Москва. В периода 1986 – 1990 г. завършва АОНСУ в София, специалност „Управление на икономиката и стопанските дейности“. 1988 – 1991 г. завършва Института за държавно и стопанско управление към Министерския съвет, квалификация „Стопански ръководител - мениджър“.
От 1979 до 1980 г. работи в Окръжно управление Шумен на „Мототехника и автосервиз“. В периода 1981 – 1984 г. е първи секретар на ДКМС в Шумен. От 1984 до 1986 г. работи в автокомбината в Шумен. От 1990–та в продължение на девет години работи в „Мадара“ АД в Шумен. От 2000 до 2005 г. продължава кариерата си в технологичен институт по автомобилна техника в Шумен.

## Политическа дейност
В периода 2005 – 2007 г. Красимир Костов е областен управител от правителството на Сергей Станишев на област Шумен. В периода 2007 – 2015 г. е кмет на Шумен.
На местните избори през 2007 г. е избран за кмет на Шумен, от листата на БСП, като на първи тур получава 27,79 % а на втори тур печели с 50,08 %. На балотажа отива с кандидата на ГЕРБ – Веселин Златев, който на първи тур получава 24,79 %.
На местните избори през 2011 г. е избран за кмет на Шумен, от листата на БСП, като печели на първи тур с 52,38 %.
На местните избори през 2019 г. е избран за общински съветник в Шумен, от листата на „Български социалдемократи“.